# Francis Hagerup

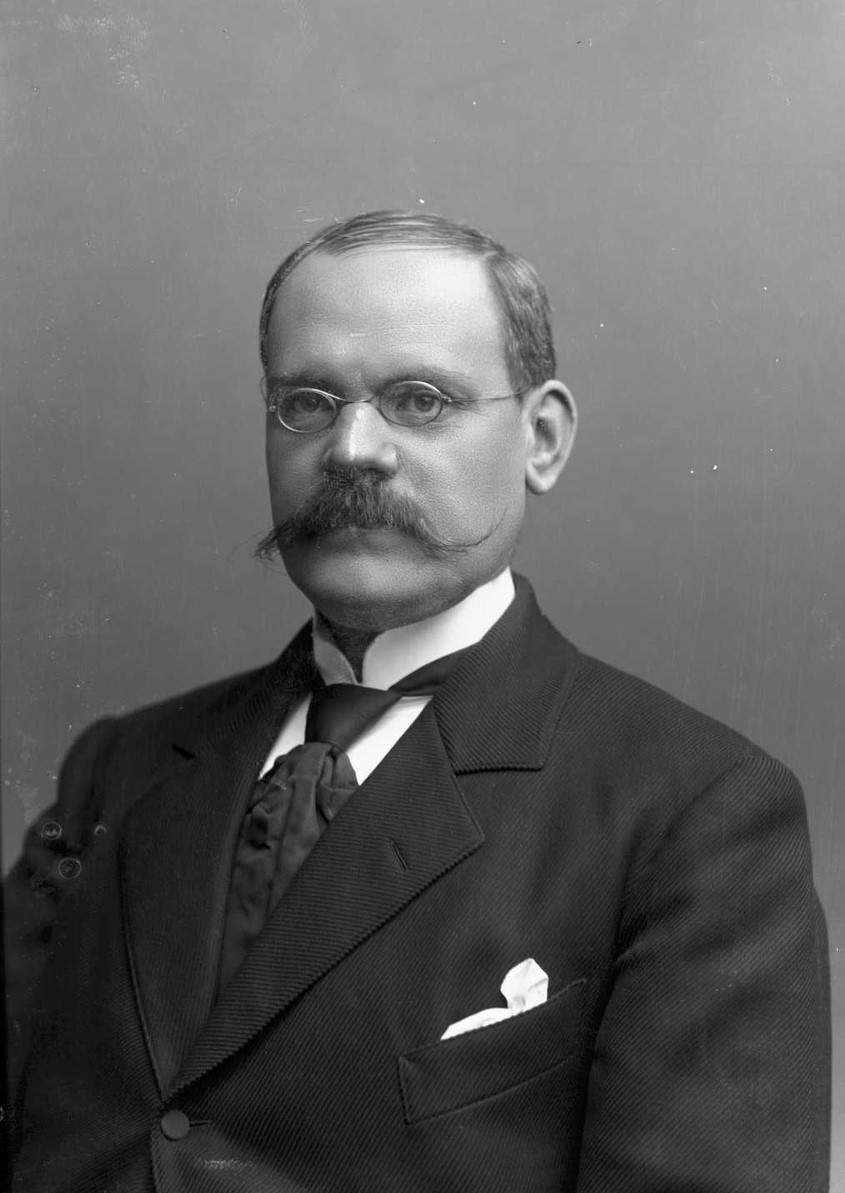
Francis Hagerup

Georg Francis Hagerup (* 22. Januar 1853 in Horten; † 8. Februar 1921 in Christiania) war ein norwegischer Politiker (Høyre), Jurist, Diplomat und Frauenrechtler. Er war norwegischer Ministerpräsident vom 14. Oktober 1895 bis 17. Februar 1898 und erneut vom 22. Oktober 1903 bis 11. März 1905 und von 1899 bis 1902 Parteivorsitzender der Høyre. Innerhalb der konservativen Partei galt er als eher progressiv und insbesondere als Verfechter des Frauenwahlrechts.

## Leben
Hagerup promovierte 1885 an der Königlichen Frederiks-Universität und wurde 1887 vom König-im-Staatsraat zum ordentlichen Professor für Rechtswissenschaft berufen.
Zugleich war er politisch aktiv und führte von 1893 bis 1895 das Justizministerium. Danach war er von 1895 bis 1898 und erneut von 1903 bis 1905 norwegischer Ministerpräsident. Er saß von 1900 bis 1906 als Abgeordneter im norwegischen Parlament. Danach fungierte er als Botschafter in Dänemark sowie ab 1916 in Schweden.
Hagerup war in den Jahrzehnten um 1900 einer der führenden Juristen Norwegens. Er war an der Entwicklung des Völkerrechts aktiv beteiligt. Ab 1897 war er Mitglied des Institut de Droit international, dessen Präsident er 1912 wurde. 1907 leitete er die norwegische Delegation bei der zweiten Friedenskonferenz in Den Haag. Außerdem war er Delegierter bei internationalen Seerechtskonferenzen. 1920 war Hagerup Vorsitzender der norwegischen Delegation, als der Völkerbund zum ersten Mal in Genf zusammentrat. Er gründete 1888 die führende nordische Zeitschrift für Rechtswissenschaft, Tidsskrift for Retsvidenskab (Zeitschrift der Rechtswissenschaft), und war bis zu seinem Tod 1921 Chefredakteur.
Er war Vorsitzender der konservativen Partei Høyre von 1899 bis 1902 und wirkte von 1906 bis 1920 als Mitglied des norwegischen Nobelkomitees.
Hagerup war der wichtigste Verfechter des Frauenwahlrechts innerhalb der konservativen Partei und wurde von der zeitgenössischen Frauenrechtsbewegung als wichtiger Unterstützer wahrgenommen. Er war Mitbegründer (1884), Mitglied des ersten Landesvorstandes (ab 1884) und Ehrenmitglied (1914) der Norsk Kvinnesaksforening.